# 10号美国国道
10号美国国道（英語：U.S. Route 10）是一条位于美国中西部和五大湖地区东西方向的美国国道，1986年至今全长565英里（909 公里）。该公路是最初的长途高速公路之一，1926-1969年间连接了密歇根州底特律和华盛顿州西雅图。
美国10号公路被密歇根湖分成两段。2015年连接密歇根州拉丁顿和威斯康星州马尼托瓦克之间的渡轮（仅在5月至10月期间运营）被正式指定为公路的一部分，由此10号美国国道与9号美国国道一起成为仅有的两条有渡轮连接的路线。
美国10号公路的东部终点位于密歇根州贝城，与75号州际公路交汇处；西部终点位于北达科他州西法戈与94号州际公路交汇处。